# Dobra Nadia, Tomakivka
Dobra Nadia (în ucraineană Добра Надія) este un sat în comuna Novokîiivka din raionul Tomakivka, regiunea Dnipropetrovsk, Ucraina.

## Demografie
Componența lingvistică a localității Dobra Nadia
     Ucraineană (95,65%)
     Rusă (4%)
     Alte limbi (0,17%)
Conform recensământului din 2001, majoritatea populației localității Dobra Nadia era vorbitoare de ucraineană (95,65%), existând în minoritate și vorbitori de rusă (4%).